# Termalica Bruk-Bet Nieciecza
El Bruk-Bet Termalica Nieciecza Klub Sportowy Spółka Akcyjna es un equipo de fútbol polaco con sede en la localidad de Nieciecza, en el voivodato de Pequeña Polonia. Actualmente juega en la Ekstraklasa, la primera categoría del fútbol polaco.

## Historia
Aunque el club nació en 1922, no se estableció oficialmente hasta después de la Segunda Guerra Mundial, en 1946 y tomó el nombre de LZS Nieciecza. En la década de 1950, el club tuvo su primer ascenso, llegando a la III Liga. El LZS Nieciecza descendió a las categorías más bajas en la década de 1970, y finalmente desapareció. Refundado en 1983, el LZS Nieciecza empezó a competir en las ligas regionales, alcanzando la III Liga después de veinte años.
En 2005, el club fue comprado por el empresario Danuta Witkowska. Witkowska construyó un nuevo estadio en la localidad de Żabno, por lo que el Termalica se mudó al Stadion MOSiR del Stal Mielec, en la ciudad homónima. Rápidamente, comenzó una subida hasta alcanzar la Liga II, para más tarde obtener el segundo lugar en la tabla y subir a la I Liga. La llegada de Witkowska al club permitió rejuvenecer a la plantilla, haciendo que el club se llenara de varios jugadores promesa provenientes de la II Liga, al igual que jugadores provenientes del Ruch Chorzów o del Górnik Zabrze de la Ekstraklasa, categoría que alcanzarían tras quedar en el segundo puesto de la I Liga en la temporada 2014/15, haciendo que Nieciecza se convierta en la localidad con menor población (tan solo 750 habitantes) en poseer un club en la máxima categoría futbolística del país, superando el récord establecido en Europa por el FK Fotbalový Chmel Blšany checo.

## Nombres
- 1946/2004 – LZS Nieciecza
- 2004 – LKS Nieciecza
- Temporada 2004/05 – LKS Bruk-Bet Nieciecza
- 2009/10 – Bruk-Bet Nieciecza
- 2010/16 – Termalica Bruk-Bet Nieciecza KS
- Desde 2016 – Bruk-Bet Termalica Nieciecza KS

## Jugadores

### Plantilla 2022/23
Actualizado el 16 de agosto de 2022.